# بيئة ذكية
مفهوم البيئة الذكية انبثق من تعريف الحوسبة السائدة التي، وفقا لمارك وايزر، تشجع فكرة «عالم يمكن تصورهُ بأنه مليء بالمستشعرات والأجهزة المرتبطة ببعضها البعض لكنها خفية بنفس الوقت وتندمج معنا لتصبح جزءاً من حياتنا اليومية من خلال الارتباط مع شبكة دائمة مستمرة»

## مقدمة
البيئات الذكية يمكن تصورها على أنها نتاج الحوسبة السائدة وتوفر الحوسبة الرخيصة التي تجعل من تفاعل البشر مع الأنظمة الحاسوبية ذو تجربة ممتعة.

## تعريف
قام كلاً من كوك وداس بتعريف البيئة الذكية على أنها «عالم صغير تعمل فيه أنواع مختلفة من الأجهزة الذكية باستمرار لجعل حياة البشر أكثر راحة.» البيئات الذكية تهدف إلى خلق تجربة مُرضية للأفراد في كل بيئة عن طريق استبدال الأعمال الخطرة والأعمال ذات الجهد البدني والمهام المتكررة بطُرق آلية (أتمتة). قام بوسلاد
بالتفريق بين البيئات الذكية وتصنيفها لثلاثة أنواع مختلفة: بيئة الحوسبة الافتراضية (أو الموزعة) وبيئة الحوسبة الملموسة والبشرية (ليست افتراضية) وبيئة تضم مزيجاً مهجناً من هذه:
- بيئة الحوسبة الافتراضية والتي تمكن الأجهزة الذكية للوصول إلى الخدمات ذات الصلة في أي مكان وفي أي وقت.
- البيئة الملموسة (غير افتراضية) والتي قد تكون جزءا لا يتجزأ مع مجموعة متنوعة من الأجهزة الذكية من أنواع مختلفة بما في ذلك أجهزة الاستشعار وأجهزة التحكم ويمكن أن تأتي بعدة أحجام بدءا من النانو إلى المايكرو حتى الضخم منها.
- البيئة البشرية: تشمل البشر، إما أفراداً أو جماعات بحيث تكون بيئة ذكية من خلال تأصل الأجهزة الذكية فيها وانتشارها. يمكن أن تكون هذه الأجهزة هواتف محمولة (جوالات) أو ملبوسات تقنية أو الأجهزة المزروعة مثل أجهزة تنظيم القلب أو العدسات اللاصقة الذكية.

## الميزات
البيئات الذكية تصنف على نطاق واسع بحسب المميزات التي تملكها
1. أجهزة التحكم عن بعد مثل أنظمة الإتصال عبر الخطوط الكهربائية للتحكم في الأجهزة.
2. الاتصال بين الأجهزة باستخدام برمجيات وسيطة لتكوين إتصال بين بيئة وأخرى.
3. الحصول على المعلومات ونشرها منشبكات الاستشعار
4. الخدمات المطورة الموجودة في الأجهزة الذكية
5. التنبؤية والقدرة على إتخاذ القرار.

## التقنيات
هذه التقنيات هي المسؤولة عن بناء بيئة ذكية 
1. الاتصالات اللاسلكية
2. تصميم الخوارزمية، التنبؤ بالإشارات، التصنيف، نظرية المعلومات.
3. عمارة متعددة الطبقات، كوربا، برمجيات وسيطة.
4. التعرف على الكلام
5. معالجة الصور، والتعرف على الصور
6. تصميم أجهزة الاستشعار، المعايرة، كشف الحركة، أجهزة استشعار درجة الحرارة، أجهزة استشعار الضغط، أجهزة قياس التسارع.
7. الويب الدلالي والأنطولوجية (علم المعلومات).
8. أجهزة التحكم القابلة للتكيف، مرشحات كالمان.
9. شبكات الكمبيوتر
10. المعالجة التفرعية
11. أنظمة التشغيل